# Ostapie (gmina)
Ostapie – dawna gmina wiejska w powiecie skałackim województwa tarnopolskiego II Rzeczypospolitej. Siedzibą gminy było Ostapie.
Gminę utworzono 1 sierpnia 1934 r. w ramach reformy na podstawie ustawy scaleniowej z dotychczasowych gmin wiejskich: Horodnica, Krzywe, Malinówka, Okno, Ostapie i Zarubińce.
Po II wojnie światowej obszar gminy znalazł się w ZSRR.